# Israel Novaes
Israel Eve Sales de Novaes, mais conhecido como Israel Novaes (Breves, 28 de abril de 1990), é um cantor e compositor de música sertaneja. Nascido em Breves, no interior do Pará.
Tornou-se nacionalmente conhecido com a popularidade das canções "Vem Ni Mim Dodge Ram" e "Vó Tô Estourado", no qual a primeira dessas canções fez um dueto com o cantor Gusttavo Lima no ano de 2012. Seus dois primeiros hits se tornaram sucesso e viral em todo o mundo, sendo executadas em todas as rádios do Brasil.

## História
Israel Eve Sales de Novaes, nasceu em Breves, no Pará, filho de Everaldo Alves de Novaes e Miriam Sales de Novaes, possui 2 irmãos, Kézia e Isaac Novaes, ele mudou-se para Goiânia sozinho para cursar Direito, na Pontifícia Universidade Católica de Goiás (PUC-GO), onde cursou até o sétimo período. Começou a cantar ainda criança, influenciado por familiares. Teve seu primeiro contato com a música na igreja evangélica que frequentava com a família. Aos 16 anos fez sua primeira composição. Apesar de compor e cantar no gênero sertanejo, nunca teve vontade de integrar uma dupla. Para cursar direito na PUC-GO, mudou-se para Goiânia, um dos grandes centros da música sertaneja. A convite de amigos, conciliava sempre apresentações como cantor em festas universitárias com os estudos. De uma brincadeira entre amigos, surgiu a composição da música “Vem Ni Mim Dodge Ram”, que o projetou ao sucesso nacional, e figurou entre uma das mais executadas em rádios de todo o Brasil.
Em novembro de 2011 ele foi apresentado oficialmente no palco do Caldas Country, um dos maiores Festivais Sertanejo do País e conquistou o público exigente que estava no evento. 2012, lançou um CD, com produção musical de Bigair Dy Jayme. Auto-intitulando-se O cara do Arrocha, focou no sertanejo universitário, mas abrangeu também outros estilos. Durante todo o ano de 2012 a música "Vem ni mim Dodge Ram" levou Israel aos quatro cantos do país. No início de 2013, ele lançou mais um hit "Vó To Estourado" Os pedidos de show aumentaram ainda mais, e Israel conquistou o país com sua voz e gingado, começou a se apresentar nos principais programas de TV e mostrar o seu talento. Participou do Sertanejo Pop Festival, transmitido ao vivo pelo canal Multi-show/Globosat. No mesmo ano, com uma das agendas mais requisitadas do período, fez shows em todas as regiões do Brasil. No dia 25 de outubro de 2013 o cantor grava o seu primeiro DVD no Centro Cultural Oscar Niemayer em Goiânia, com o mix de ritmos, o cantor misturou todos os estilos e tem as participaçoes da dupla Jorge & Mateus, Naldo Benny, Matheus & Kauan, Márcio Victor, vocalista do Psirico, Gusttavo Lima.
Em 2015, gravado ao vivo no Villa Mix em Brasília, o cantor lança seu segundo DVD intitulado Forró do Israel pela Universal Music, o cantor aposta mais em músicas misturadas com o forró. O albúm conta com grandes sucessos e participações especiais como de Wesley Safadão, Matheus & Kauan, Cristiano Araújo, Guilherme & Santiago, Jefferson Moraes e Gabriel Diniz.

## Discografia
| - O Cara do Arrocha (CD)      | 2012 |                           |      |
| - Israel Novaes (CD)          | 2013 |                           |      |
| - Ao Vivo em Goiânia (CD/DVD) | 2014 |                           |      |
| - Forró do Israel (CD/DVD)    | 2015 |                           |      |
| - Minha Ex Tá Bem (EP)        | 2017 | - Luau do Israel (CD/DVD) | 2018 |

### Singles
- 2012: "Vem Ni Mim Dodge Ram" (part. Gusttavo Lima)
- 2012: "Sinal Disfarçado" (part. Israel Novaes)
- 2012: "Carro Pancadão"
- 2012: "Depende"
- 2012: "Descontrolada"
- 2013: "Vó Tô Estourado"
- 2014: "Tchaca" (part. Psirico)
- 2014: "Vou Dar Virote".[3]
- 2014: "Vai Entender" (part. Jorge & Mateus)
- 2015: "Ô Sofrência"
- 2015: "Selfie"
- 2015: "Coração Indisponível" (part. Cristiano Araújo)
- 2016: "Sextou"
- 2016: "Nada Mal" (part. Matheus & Kauan)
- 2016: "Tô Namorando Solteiro"
- 2016: "Você Merece Cachê" (part. Wesley Safadão)[4][5]
- 2016: "O Mundo Girou"
- 2017: "Despacito" Versão em Português (part. Luis Fonsi)
- 2017: "Minha Ex Tá Bem"
- 2018: "Marketing" (part. Jorge)
- 2020: "Lapada de Saudade"
- 2020:Preciso de Você